# Краковецьке водосховище
Краковецьке водосховище — водосховище, що розташоване у селі Краковець Яворівського району Львівської області на річці Шкло. Побудоване у 1930 році. Тип водосховища — заплавне, наливне. Середня глибина — 1,1 м, максимальна — 3,32 м. Довжина — 1,7 км. Повний об'єм — 1,37 млн м³, корисний — 1,23 млн м³. Краковецьке водосховище використовується для промислового водопостачання малого рибного підприємства «Краковець», що входить до ставового фонду ВАТ «Львівський облрибкомбінат».